# Liste der Biografien/Perk
Liste der Biografien |
Portal Biografien |
Personensuche
# |
A |
B |
C |
D |
E |
F |
G |
H |
I |
J |
K |
L |
M |
N |
O |
P |
Q |
R |
S |
T |
U |
V |
W |
X |
Y |
Z |
?
 
Pa |
Pc |
Pe |
Pf |
Ph |
Pi |
Pj |
Pk |
Pl |
Pm |
Pn |
Po |
Pr |
Ps |
Pt |
Pu |
Pv |
Pw |
Py
 
Pea |
Peb |
Pec |
Ped |
Pee |
Pef |
Peg |
Peh |
Pei |
Pej |
Pek |
Pel |
Pem |
Pen |
Peo |
Pep |
Peq |
Per |
Pes |
Pet |
Peu |
Pev |
Pew |
Pex |
Pey |
Pez
 
Pera |
Perb |
Perc |
Perd |
Pere |
Perf |
Perg |
Perh |
Peri |
Perj |
Perk |
Perl |
Perm |
Pern |
Pero |
Perp |
Perq |
Perr |
Pers |
Pert |
Peru |
Perv |
Perw |
Pery |
Perz
Die Liste der Biografien führt alle Personen auf, die in der deutschsprachigen Wikipedia einen Artikel haben. Dieses ist eine Teilliste mit 127 Einträgen von Personen, deren Namen mit den Buchstaben „Perk“ beginnt.

## Perk
- Perk, Alfred (1882–1960), deutscher Politiker (DNVP), MdR
- Perk, August (1897–1945), deutscher Widerstandskämpfer gegen den Nationalsozialismus
- Perk, Betsy (1833–1906), niederländische Schriftstellerin und Feministin
- Perk, Emil (1893–1952), deutscher Rennstallbesitzer
- Perk, Hans-Joachim (* 1945), deutscher Zehnkämpfer
- Perk, Jacques (1859–1881), niederländischer Lyriker
- Perk, Johannes (1880–1955), deutscher Ordensgeistlicher (Salesianer Don Boscos) und Bibelwissenschaftler
- Perk, Madeleine (* 1975), Schweizer Synchronschwimmerin
- Perk, Willy (1905–1991), deutscher Politiker (KPD, SED), MdV, MdL

### Perka
- Perka, Anni (* 1989), deutsche Schlagersängerin, Songwriterin, Moderatorin, Werbesprecherin
- Perka, Danuta (* 1956), polnische Hürdenläuferin
- Perka, Rüdiger (* 1962), deutscher Radrennfahrer
- Perkams, Matthias (* 1971), deutscher Philosophiehistoriker

### Perke
- Perkeo (1702–1735), Hofnarr; Kultfigur des WeingenussesPerkeo (1702–1735)

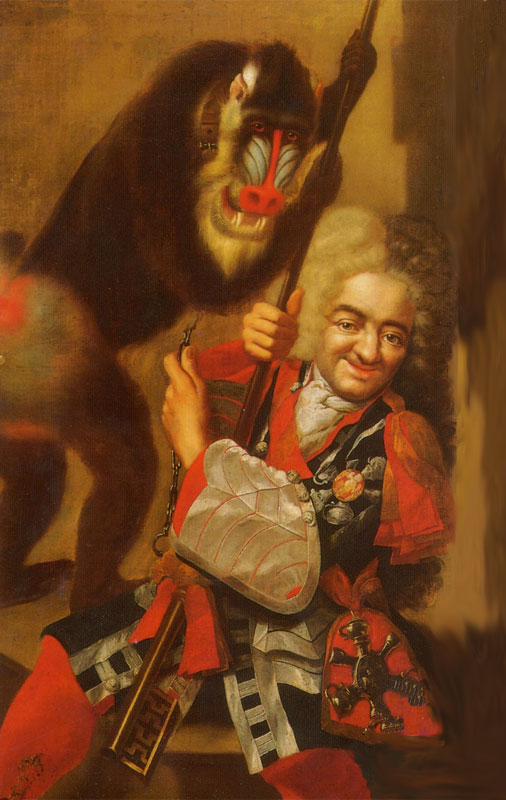
Perkeo (1702–1735)

- Perker, M.K. (* 1972), türkischer Comiczeichner und Illustrator

### Perki
- Perkin, Arthur George (1861–1937), britischer Chemiker
- Perkin, Frederick Mollwo (1869–1928), britischer Chemiker
- Perkin, William Henry (1838–1907), britischer Chemiker und Industrieller
- Perkin, William Henry junior (1860–1929), britischer Chemiker (Organische Chemie)
- Perkins, Adrian (* 1985), amerikanischer Politiker (Demokratische Partei)
- Perkins, Al (* 1944), US-amerikanischer Musiker und Produzent
- Perkins, Alexandria (* 2000), australische Schwimmerin
- Perkins, Angel (* 1984), US-amerikanische Sprinterin
- Perkins, Angier March (1799–1881), Maschinenbauer und Erfinder
- Perkins, Anthony (1932–1992), US-amerikanischer SchauspielerAnthony Perkins (1932–1992)

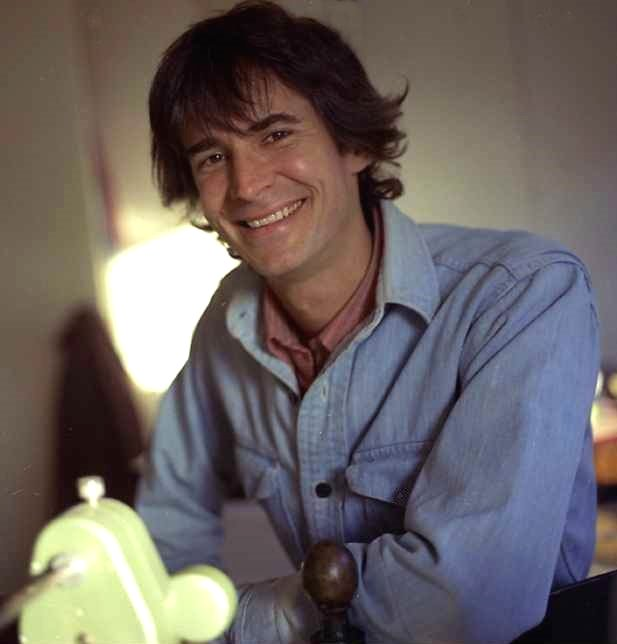
Anthony Perkins (1932–1992)

- Perkins, Bill (1876–1949), englischer Fußballtorwart
- Perkins, Bill (1924–2003), US-amerikanischer Jazzsaxophonist und -flötist
- Perkins, Bill (* 1969), US-amerikanischer Hedgefonds-Manager, Filmproduzent, Filmschauspieler, Autor und Pokerspieler
- Perkins, Bishop (1787–1866), US-amerikanischer Jurist und Politiker
- Perkins, Bishop W. (1841–1894), US-amerikanischer Politiker
- Perkins, Carl (1928–1958), US-amerikanischer Jazzpianist des Hard Bop
- Perkins, Carl (1932–1998), US-amerikanischer Rockabilly-Musiker
- Perkins, Carl C. (* 1954), US-amerikanischer Politiker
- Perkins, Carl D. (1912–1984), US-amerikanischer Politiker
- Perkins, Charles (1936–2000), australischer Akademiker, politischer Aktivist der Aborigines
- Perkins, Charles Callahan (1823–1886), US-amerikanischer Künstler und Autor
- Perkins, Daniella (* 2000), US-amerikanische Schauspielerin
- Perkins, Daryl (* 1943), australischer Radrennfahrer
- Perkins, David G. (* 1957), US-amerikanischer Offizier, General der United States Army, Kommandeur des United States Army Training and Doctrine Command
- Perkins, Don (1938–2022), US-amerikanischer American-Football-Spieler
- Perkins, Donald H. (1925–2022), britischer Physiker und Hochschullehrer
- Perkins, Eddie (1937–2012), US-amerikanischer Boxer
- Perkins, Edward J. (1928–2020), US-amerikanischer Diplomat
- Perkins, Edwin A. (* 1953), kanadischer Mathematiker
- Perkins, Elias (1767–1845), US-amerikanischer Politiker
- Perkins, Elizabeth (* 1960), US-amerikanische SchauspielerinElizabeth Perkins (* 1960)

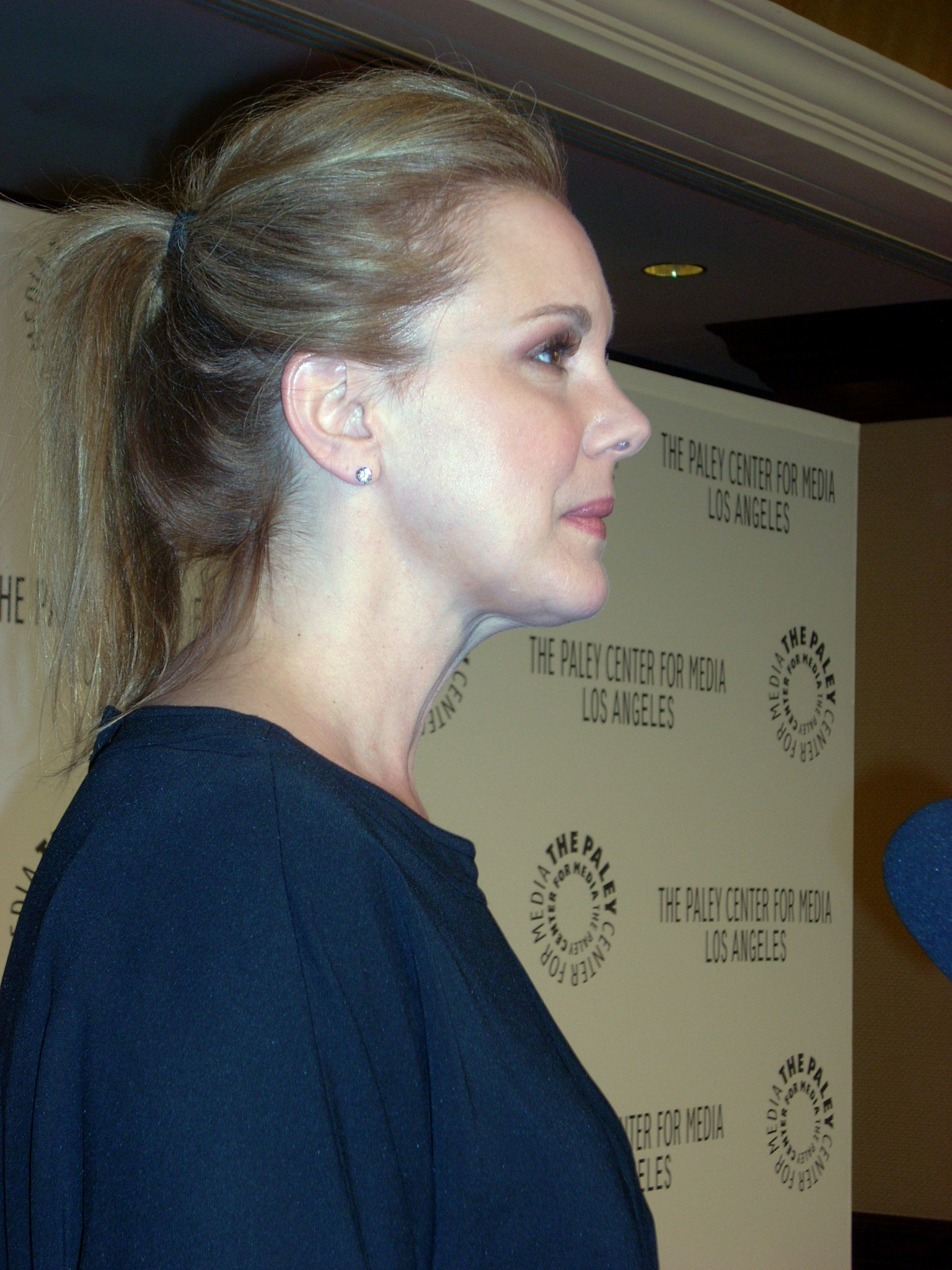
Elizabeth Perkins (* 1960)

- Perkins, Elvis (* 1976), US-amerikanischer Singer-Songwriter des Folk Rock
- Perkins, Emily (* 1970), neuseeländische Schriftstellerin
- Perkins, Emily (* 1977), kanadische Filmschauspielerin
- Perkins, Flora (* 2003), britische Radsportlerin
- Perkins, Frances (1880–1965), US-amerikanische Politikerin (Demokratische Partei)
- Perkins, Frank (1908–1988), US-amerikanischer Dirigent, Filmkomponist
- Perkins, Geoffrey (1953–2008), britischer Produzent, Autor und Darsteller
- Perkins, George Clement (1839–1923), US-amerikanischer Politiker
- Perkins, George D. (1840–1914), US-amerikanischer Politiker
- Perkins, Ike (1912–1966), US-amerikanischer Blues-, R-&-B- und Jazzmusiker (Gitarre)
- Perkins, Jacob (1766–1849), US-amerikanischer Maschinenbauer und Erfinder
- Perkins, James Breck (1847–1910), US-amerikanischer Politiker
- Perkins, Jamie (* 2005), australische Schwimmerin
- Perkins, Janet Russell (1853–1933), US-amerikanische Botanikerin und Forschungsreisende
- Perkins, Jared (1793–1854), US-amerikanischer Politiker
- Perkins, Jeffrey, US-amerikanischer Tontechniker
- Perkins, John (* 1945), US-amerikanischer Politaktivist und SchriftstellerJohn Perkins (* 1945)

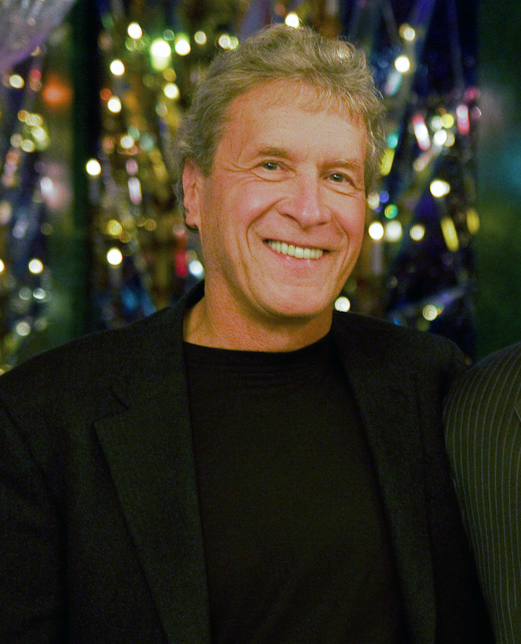
John Perkins (* 1945)

- Perkins, John junior (1819–1885), US-amerikanischer Politiker
- Perkins, Justin (1805–1869), US-amerikanischer Missionar
- Perkins, Kathleen Rose (* 1974), US-amerikanische Schauspielerin
- Perkins, Katie (* 1988), neuseeländische Cricketspielerin
- Perkins, Kendrick (* 1984), US-amerikanischer Basketballspieler
- Perkins, Kieren (* 1973), australischer Schwimmer
- Perkins, Larry (* 1950), australischer Automobilrennfahrer
- Perkins, Laura Lee (1939–2018), US-amerikanische Rockabilly-Musikerin
- Perkins, Laurence (* 1954), britischer Fagottist
- Perkins, Loftus (1834–1891), britischer Maschinenbauingenieur (Heiz- und Kühltechnik)
- Perkins, Luther (1928–1968), US-amerikanischer Gitarrist
- Perkins, Marlin (1905–1986), US-amerikanischer Zoologe
- Perkins, Maxwell (1884–1947), US-amerikanischer Lektor
- Perkins, Mike, britischer Comiczeichner und Tuscher
- Perkins, Millie (* 1938), US-amerikanische FilmschauspielerinMillie Perkins (* 1938)
- Perkins, Neil (* 1981), englischer Boxer

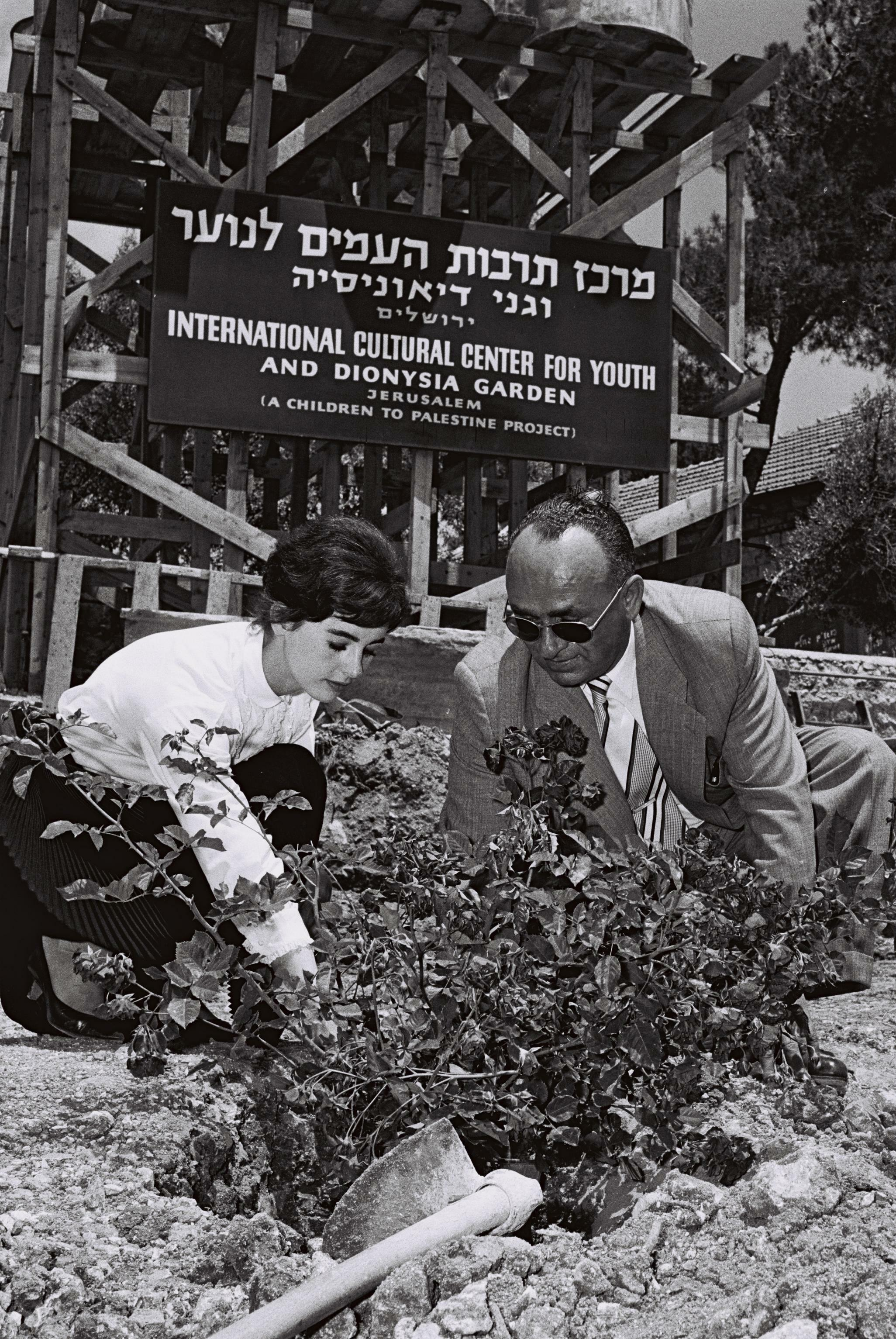
Millie Perkins (* 1938)

- Perkins, Osgood (1892–1937), US-amerikanischer Schauspieler
- Perkins, Oz (* 1974), US-amerikanischer Schauspieler, Drehbuchautor und RegisseurOz Perkins (* 1974)

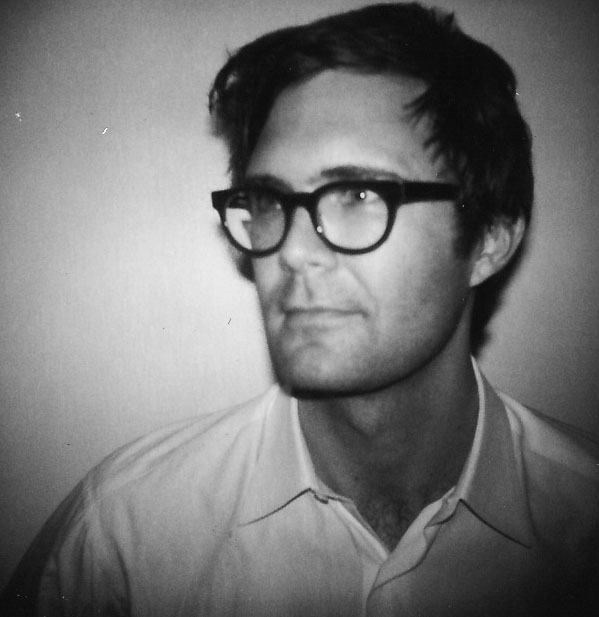
Oz Perkins (* 1974)

- Perkins, Paul (* 1994), US-amerikanischer American-Football-Spieler
- Perkins, Phyllis (1934–2023), britische Mittelstreckenläuferin
- Perkins, Pinetop (1913–2011), US-amerikanischer Blues-Musiker
- Perkins, Randolph (1871–1936), US-amerikanischer Politiker
- Perkins, Red (1890–1976), US-amerikanischer Jazz-Trompeter und Bigband-Leader
- Perkins, Red (1920–1990), US-amerikanischer Country-Musiker
- Perkins, Robert Cyril Layton (1866–1955), britischer Entomologe
- Perkins, Sam (* 1961), US-amerikanischer Basketballspieler
- Perkins, Shane (* 1986), australischer Radrennfahrer
- Perkins, Stephen (* 1967), US-amerikanischer Schlagzeuger, Perkussionist und Songwriter
- Perkins, Sue (* 1969), britische Komikerin, Moderatorin, Schauspielerin und Autorin
- Perkins, Troy (* 1981), US-amerikanischer Fußballtorhüter
- Perkins, Walter (1932–2004), US-amerikanischer Jazzschlagzeuger
- Perkins, William (1558–1602), englischer Geistlicher und puritanischer Theologe
- Perkins, Wilmot (1931–2012), jamaikanischer Radiomoderator und Journalist
- Perkinson, Coleridge-Taylor (1932–2004), amerikanischer Komponist und Dirigent

### Perkm
- Perkmann, Adelgard (1897–1946), österreichische Volkskundlerin
- Perkmann, Johannes (* 1968), österreichischer Ordensgeistlicher, Abt der Benediktinerabtei MichaelbeuernJohannes Perkmann (* 1968)

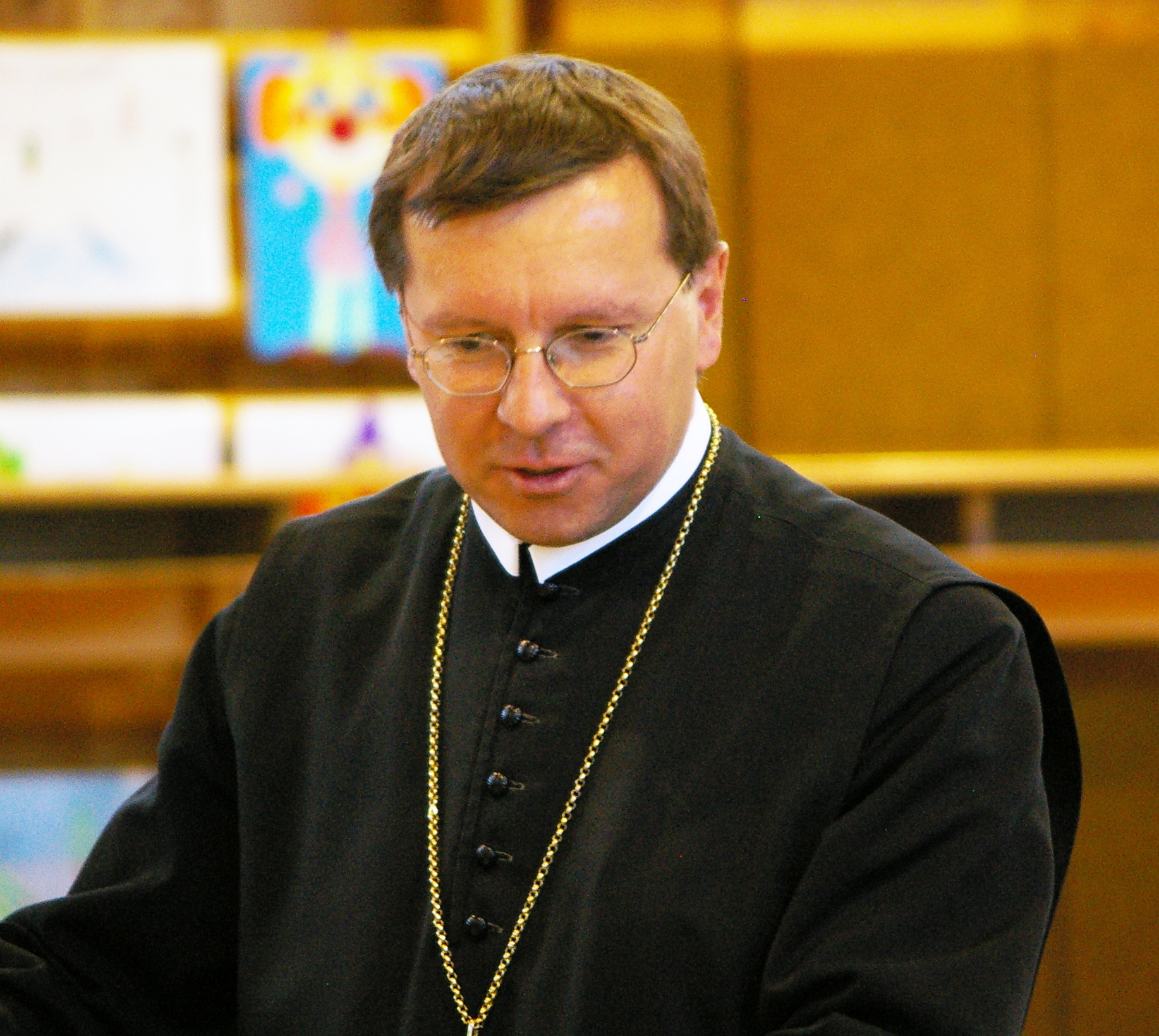
Johannes Perkmann (* 1968)

### Perko
- Perko, Aapo (1924–2021), finnischer Kugelstoßer
- Perko, Anton (1833–1905), slowenisch-österreichischer Marineoffizier und Maler
- Perko, Franc (1929–2008), slowenischer Geistlicher, römisch-katholischer Erzbischof von Belgrad
- Perko, Franz (1868–1919), österreichischer Arzt und Politiker
- Perko, Gudrun (* 1962), österreichische Philosophin, Sozialwissenschaftlerin
- Perko, Jukka (* 1968), finnischer Saxophonist
- Perko, Karl Robert (1944–2025), rumäniendeutscher Kunstmaler und Graphiker
- Perko, Rok (* 1985), slowenischer Skirennläufer
- Perkoff, Si (* 1937), US-amerikanischer Jazzmusiker (Piano, Gesang)
- Perkonig, Josef Friedrich (1890–1959), österreichischer Autor, Erzähler und Dramatiker
- Perkounig, René (* 1978), europäischer Taekwon-Do-Großmeister
- Perkovac, Goran (* 1962), kroatischer Handballspieler und -trainer
- Perković, Jasmin (* 1980), kroatischer Basketballspieler
- Perković, Josip (* 1945), kroatischer Mitarbeiter der jugoslawischen Geheimpolizei UDB
- Perkovic, Vivian (* 1978), deutsche Journalistin und FernsehmoderatorinVivian Perkovic (* 1978)

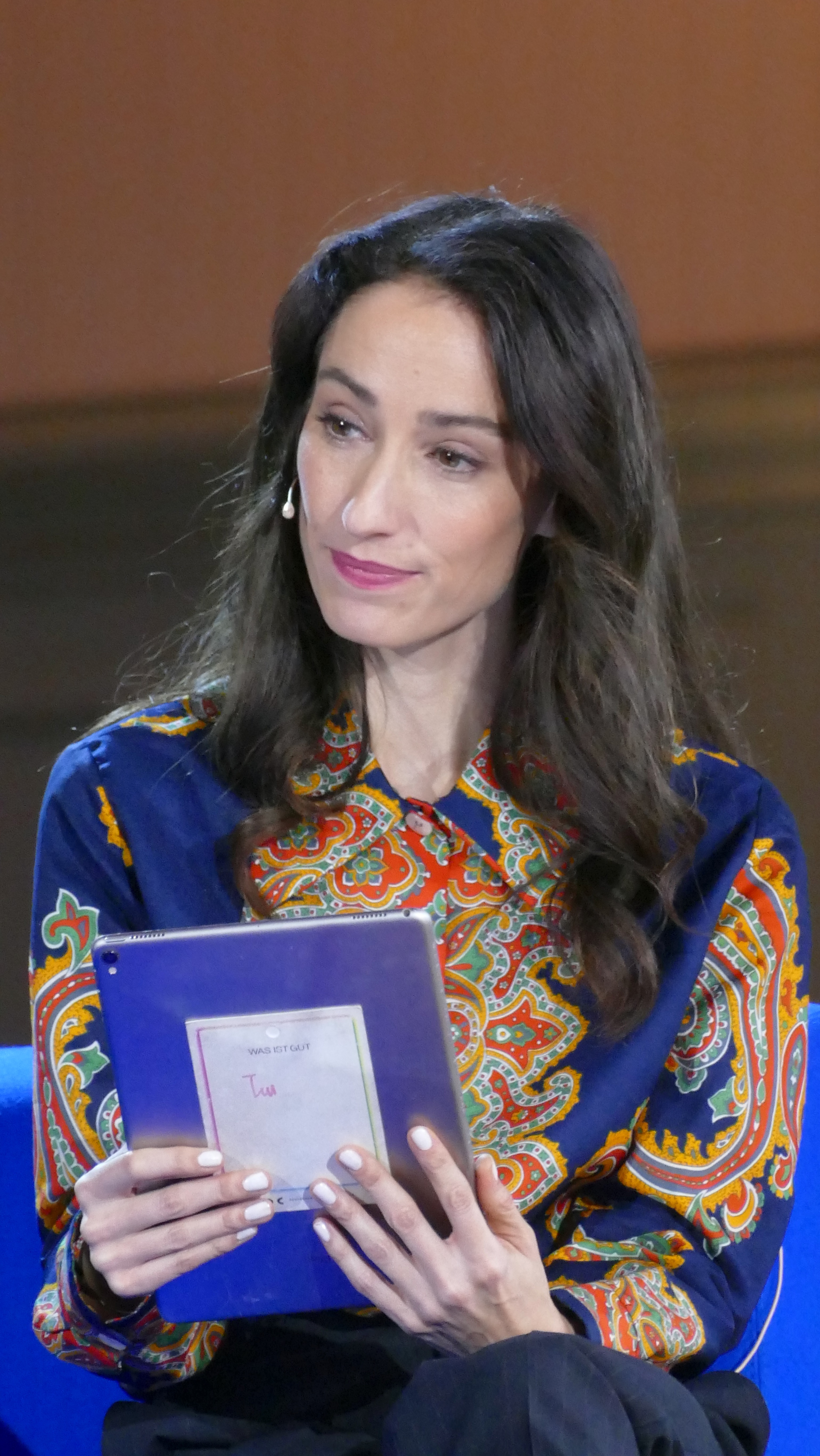
Vivian Perkovic (* 1978)

- Perkovich, George (* 1958), US-amerikanischer Politikwissenschaftler, Friedensforscher
- Perkovich, Nathan (* 1985), US-amerikanisch-kroatischer Eishockeyspieler
- Perkow, Ursula (1944–2009), deutsche Bibliothekarin und Heimatforscherin
- Perkowski, Piotr (1901–1990), polnischer Komponist
- Perkowski, Sergiusz (* 1944), polnischer Jazzmusiker (Schlagzeug)

### Perks
- Perks, Nadine (* 1989), deutsche Mountainbikerin
- Perks, Paul (1879–1939), deutscher Maler, Grafiker, Plakat- und Glaskünstler sowie Hochschullehrer

### Perkt
- Perktold, Mathias (* 1987), österreichischer Fußballspieler
- Perktold, Noah L. (* 1995), österreichischer Schauspieler und Theaterregisseur

### Perku
- Perkučin, Gordana (* 1962), jugoslawische Tischtennisspielerin
- Perkuhn, Edwin (* 1861), deutscher Tier- und Landschaftsmaler
- Perkuhn, Helmut (1925–2006), deutscher Eishockeyspieler, -schiedsrichter und -funktionär

### Perky
- Perky, Kirtland I. (1867–1939), US-amerikanischer Jurist und Politiker (Demokratische Partei)